# Ханс V фон Розенберг
Ханс V фон Розенберг (на немски: Hans V von Rosenberg; † сл. 1456) е благородник от род от франкския род „Розенберг“ в Розенберг в Баден-Вюртемберг. През 15 и 16 век фамилията „Розенберги“ е най-влиятелна в Бохемия. Родът измира през 1611 г.

## Произход
Той е син на рицар Кунтц VI фон Розенберг († 1427) и втората му съпруга съпругата му Елза фон Зикинген († сл. 1415), дъщеря на Райнхард фон Зикинген († 1422) и първата му съпруга Елизабет фон Найперг († пр. 1406). Внук е на рицар Конрад IV фон Розенберг († 1396) и Маргарета (Аделхайд?) фон Хиршхорн († 1396). Потомък е на Еберхардус де Розенхайм диктус де Усинкайм († сл. 1288).
По-малък полубрат е на рицар Конрад IX фон Розенберг († 1458/1463).

## Фамилия
Ханс V фон Розенберг се жени за Отилия фон Флекенщайн († сл. 1453), дъщеря на рицар Фридрих III фон Флекенщайн († 1431) и Катарина Кемерер фон Вормс-Далберг († 1422), дъщеря на Дитер II Кемерер фон Вормс († 1398) и Гуда Ландшад фон Щайнах († 1403). Те имат двама сина:
- Фридрих фон Розенберг († сл. 1470), женен за Маргарета фон Алторф-Кропсберг
- Йохан VII фон Розенберг († сл. 1487), женен за Аделхайд Кранх фон Кирххайм.

## Галерия
- Гробни паметници на род фон Розенберг
- Замък Розенберг (Rožmberk) в Бохемия